# نپتالاکتون
نپتالاکتون (به انگلیسی: Nepetalactone) یک ترکیب شیمیایی با شناسه پاب‌کم ۱۶۱۳۶۷ است.